# Portishead (zespół muzyczny)
Portishead (IPA: [pɔːtɪsˈhɛd]) – brytyjski triphopowy zespół muzyczny utworzony w 1991 w Bristolu w Wielkiej Brytanii.
Nazwa zespołu pochodzi od nazwy małego miasteczka oddalonego 12 mil od Bristolu, w którym urodził się założyciel zespołu Geoff Barrow.

## Historia zespołu
Zespół został założony w roku 1991 przez klawiszowca Geoffa Barrowa (artystę związanego wcześniej z takimi trip-hopowymi zespołami jak Massive Attack, czy Tricky) oraz wokalistkę Beth Gibbons.
Kariera Portishead zaczęła się dość nietypowo, bo od nakręcenia ścieżki dźwiękowej do filmu To Kill a Dead Man, która to ścieżka wzbudziła duże zainteresowanie kilku wytwórni płytowych. Z jedną z nich, GO!Beat, zespół wkrótce podpisał kontrakt.
Pierwszy album, Dummy został nagrany w roku 1994 przy dużym wkładzie gitarzysty Adriana Ulteya. Album odniósł sukces w Europie i Stanach Zjednoczonych. Dwa najbardziej rozpoznawalne utwory z tej płyty to „Sour Times” i „Glory Box”. Rok po wydaniu płyty Portishead zostało uhonorowane nagrodą Mercury Music Prize.
Drugą płytę, zatytułowaną po prostu Portishead, zespół nagrał trzy lata później, w roku 1997. Choć bardziej dopracowany i przez wielu uważany za bardzo dobry, album nie odniósł tak dużego sukcesu jak Dummy.
Po ośmiu latach przerwy, w 2005 roku zespół reaktywował się i rozpoczął nagrywanie nowej płyty. 23 stycznia 2008 na oficjalnej stronie zespołu pojawiła się oficjalna informacja o tym, że nowy album grupy będzie nosił tytuł Third. Ukazał się on 28 kwietnia 2008 roku.

## Skład zespołu
- Geoff Barrow – perkusja, syntezatory, programowanie
- Beth Gibbons – śpiew, producent
- Adrian Utley – gitara, gitara basowa, organy Hammonda

oraz
- John Baggott – instrumenty klawiszowe (organy, fortepian)
- Clive Deamer – instrumenty perkusyjne
- Dave McDonald – aranżacja
- Hookers & Gin – sampling

## Dyskografia

### Albumy studyjne
- Dummy (1994)
- Portishead (1997)
- Third (2008)